# 薩土盟約
薩土盟約（さつどめいやく/さっとめいやく）は、江戸時代末期（幕末）の慶応3年（1867年）6月下旬から同年9月上旬まで結ばれていた、薩摩藩と土佐藩の間の政治的提携。薩土連約などともいう。（これより1ヶ月前に、薩摩藩と土佐藩の間で結ばれた薩土同盟に関しては薩土密約の項を参照）

## 概略
幕府崩壊寸前の時期に政局を主導する15代将軍徳川慶喜と倒幕路線の薩摩藩が対立する中で、土佐藩が大政奉還・王政復古を通じて、平和的手段で公議政体へ移行すべく提起した連携案に薩摩藩が同調したもの。しかし、両藩の思惑の違いにより実行に移されることなく2か月半で解消された。
※以下、日付はすべて旧暦（天保暦）によるものである。

## 背景

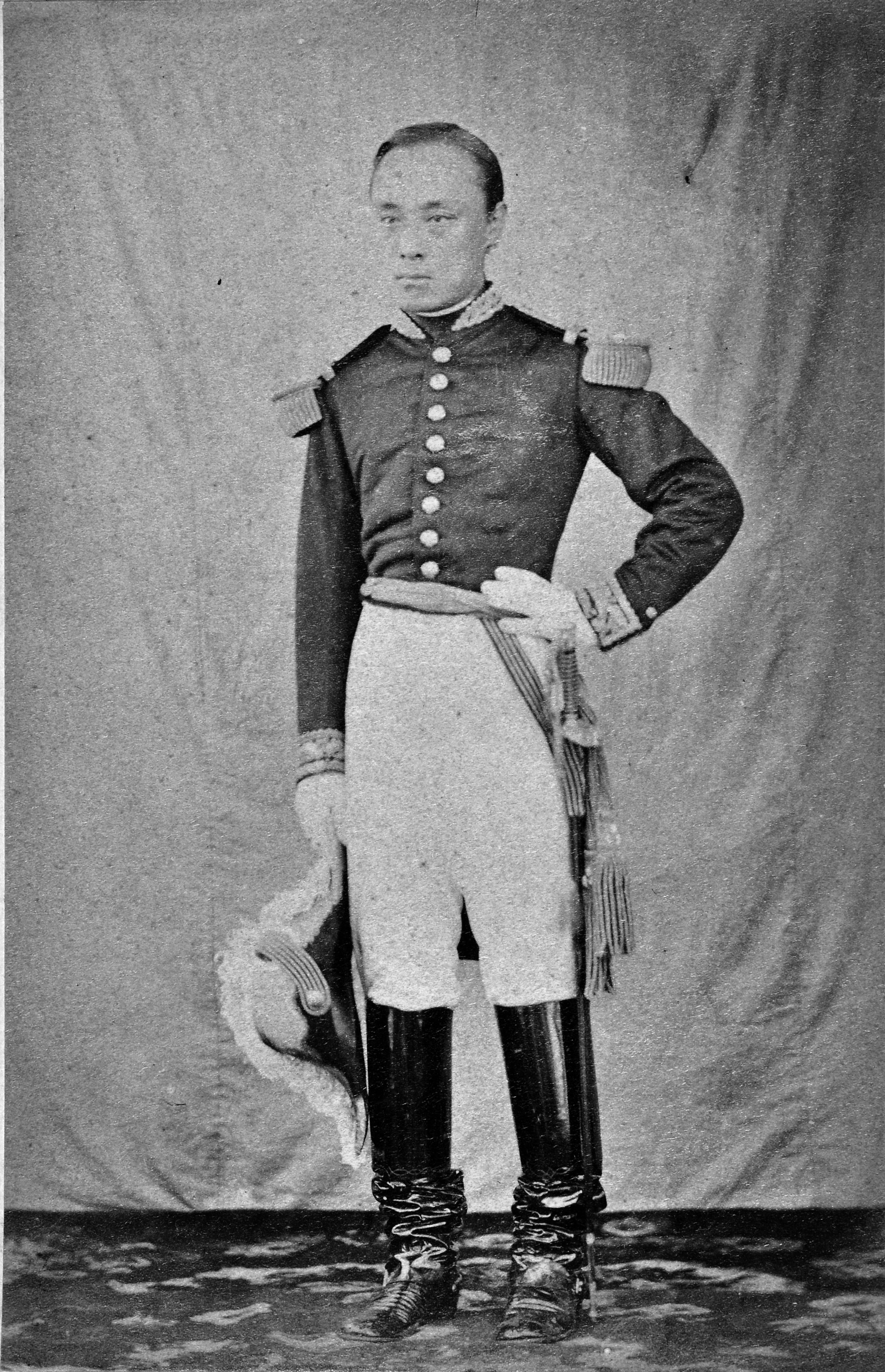
徳川慶喜

慶応2年（1866年）末に新将軍に就任した慶喜にとって喫緊の課題は、第二次長州征伐の敗戦に伴う幕府の権威低下の回復と、諸外国との間で約束した開港時期（西暦1868年1月1日は和暦で慶応3年12月7日にあたる）が間近に迫る兵庫開港問題であった。薩摩藩はこれらの問題の解決を雄藩諸侯の合議で決すべく、小松清廉・西郷隆盛・大久保利通らが、有力諸侯として知られた伊達宗城（前宇和島藩主）・山内豊信（容堂）（前土佐藩主）・松平慶永（春嶽）（前越前藩主）に働きかけ、これら諸侯を朝廷の名の下に京都に呼び寄せ、島津久光（薩摩藩主島津忠義の父）とともに慶応3年5月、四侯会議として招集させることに成功した。しかし四侯会議は、慶喜の巧みな政局操作と両問題の討議順にこだわる些末な議論に終始したために無力化する。かえって慶喜の主導により5月23日の徹夜の朝議で長州処分問題・兵庫開港問題の勅許が下されることとなり、慶喜の政治力を見せつける結果となったため、久光は大いに不満を抱いた。一方、山内容堂は早くも四侯会議の途中で見切りをつけており、5月22日には帰国願いを提出、27日には京都を発って帰国していた。

### 薩土討幕の密約

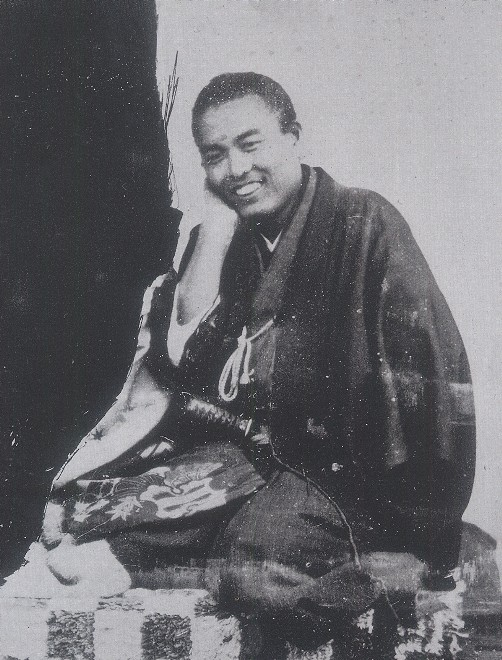
中岡慎太郎

土佐藩から四侯会議に参加していた前藩主・山内容堂の不甲斐無さに危機感を感じた中岡慎太郎は江戸藩邸の乾退助に対し書簡を送る。乾はことの重大さに感じ、職を辞して急ぎ旅装を整え、5月18日京都に到着。安芸藩・船越洋之助、土佐藩・福岡藤次、中岡らは討幕の策を練った。5月21日、乾（板垣）退助と谷干城らは、土佐脱藩を許されたばかりの中岡慎太郎（変名:石川清之助）の仲介によって、同日夕刻、京都の小松清廉寓居にて、西郷隆盛、吉井友実らと薩土討幕の密約（薩土密約）を交わした。当時、山内容堂は、徳川恩顧の立場から公武合体・佐幕路線を模索していたが事態の収集に苦慮していた。翌5月22日、山内容堂は、乾退助が薩摩との密約を結んだことの報告を受け狼狽するが、乾は「独断で築地の土佐藩邸に勤王派水戸浪士（中村勇吉、相楽総三ら）を匿って保護しており、もはや土佐藩は後戻りできない立場にある」と迫られたため、薩土密約を承認し、乾を土佐藩の軍事の最上席に据え、武器調達と軍制刷新を命じた。

### 薩摩藩の動向

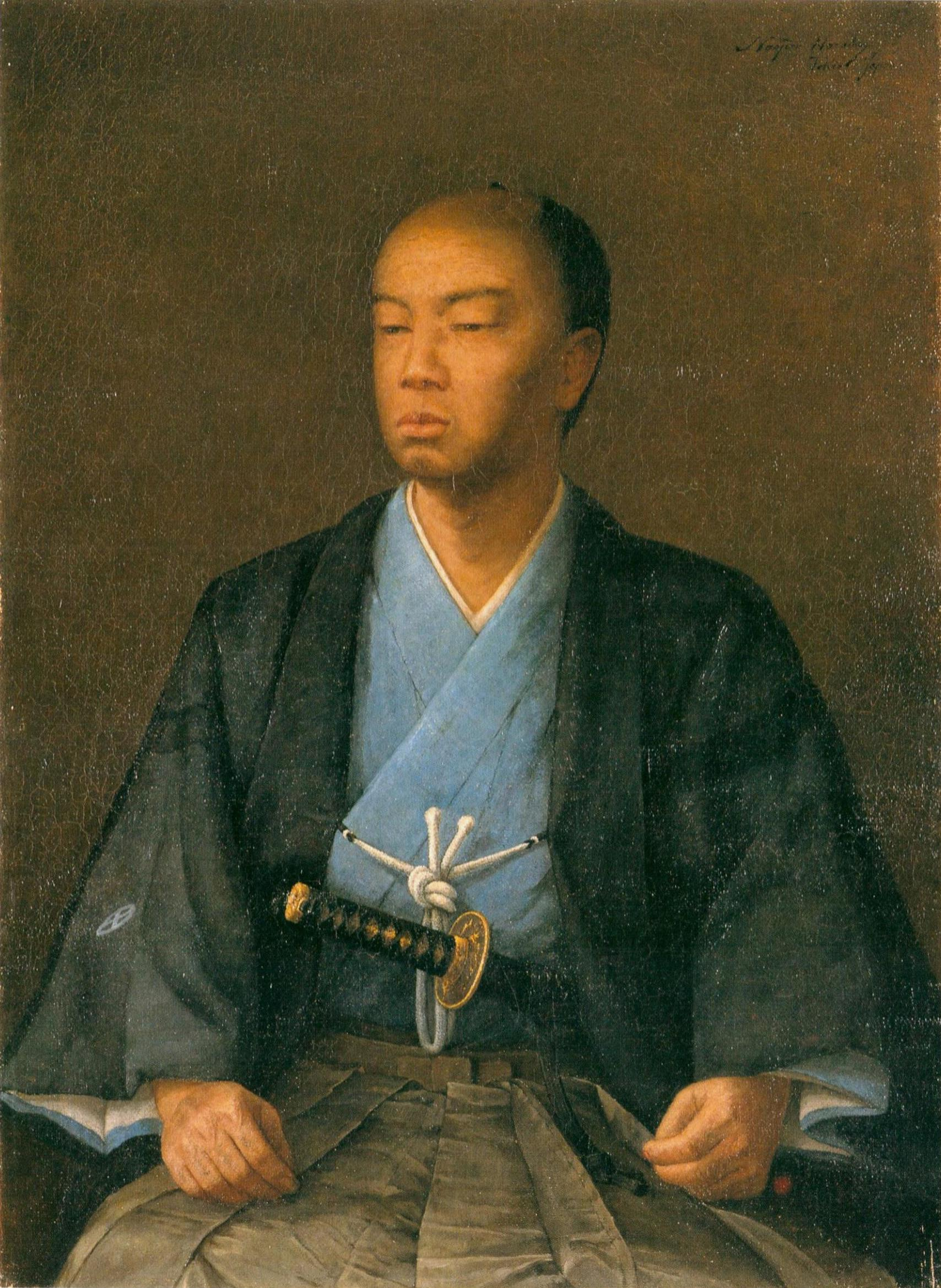
島津久光

四侯会議の失敗は、将軍徳川慶喜の存在を前提としながらも、諸侯会議を中心に据えて幕府体制を変革しようとしていた薩摩藩（島津久光）の従来の方針に大いに変更を加えるきっかけとなった。ここから薩摩藩が前年初頭に締結された薩長同盟による長州藩との連携に基づき、慶喜の将軍職剥奪および慶喜を中心とした一会桑権力の打破、さらに最終的には幕府の倒壊までを見据えた武力倒幕路線が登場する。土佐藩の乾退助らと5月21日に締結された薩土密約にもとづき、5月25日、京都薩摩藩邸で行われた重臣会議で、幕府との武力対決路線が承認された（ただし、この時期の薩摩藩の武力行使対象に江戸の幕府組織そのものまで考えていたかどうかについては諸説分かれる。脚注も参照）。
6月初め、大久保は鹿児島へ藩主島津忠義および一大隊の上京を求めた。当時、京都の大久保寓居には、同盟中の長州藩士品川弥二郎が政情視察のため居候していたが、そこへ同藩の山県有朋が密かに上京してきたのを受け、6月16日久光は山県・品川を引見し、近日中に西郷隆盛を山口へ派遣する予定であることを告げ、山県に6連発のピストルを下賜。さらに両名に先に山口に帰国して両藩が「連合同心戮力して大義を天下に鳴らさん」との方針を長州藩首脳部へ伝えるように依頼した（結果的に薩土盟約の成立によって西郷派遣は中止となり、山県は藩内で面目を失うことになり、一時期奇兵隊本営のあった吉田に引きこもることになる）。

### 土佐藩・大政奉還派の動向
一方、後藤象二郎は、慶応3年正月に同藩脱藩の浪士坂本龍馬と長崎で会談し、坂本から大政奉還論を聞いて共感していた。後藤は容堂の呼び出しを受けると、坂本を伴って6月9日に土佐藩船夕顔号で長崎を出発。（この上京の途中、坂本が後藤に今後の政局の方針を説いたいわゆる「船中八策」を献策したとされる説は後世の創作とする見解が有力）
乾退助らが土佐に帰国するのと入れ違いに、6月12日後藤象二郎と坂本龍馬が、大坂に到着、翌日には入京するが、すでに容堂は帰国後であった。中岡慎太郎、乾退助らによって薩藩とは討幕の密約を結んだものの山内容堂は徳川宗家への強い恩顧意識があり、心中の揺れ動きの幅が大きく、討幕への意欲が不安定であったため、更に幕府の力を段階的に削ぐための方策として、6月22日(太陽暦7月23日)、京都三本木料亭「吉田屋」において、薩摩の小松帯刀、大久保一蔵(大久保利通)、西郷吉之助、土佐の寺村道成(日野春章)、後藤象二郎、福岡藤次(福岡孝弟)、石川誠之助(中岡)、才谷梅太郎(坂本龍馬)との間で、大政奉還の策を進めるために薩土盟約が締結される。この薩土盟約は、更なる雄藩連合推進のため、同年6月26日(太陽暦7月27日)、長州藩の隣の安芸藩を加えた薩土芸三藩約定書に拡大発展するが、強固なる武力討幕を目指す乾退助へは当初、薩土盟約の存在が伏せられ、また、穏健に将軍家を維持する方策を模索していた、寺村道成、後藤象二郎へは反対に薩土討幕の密約の存在が伏せられていた。

## 薩土盟約の締結

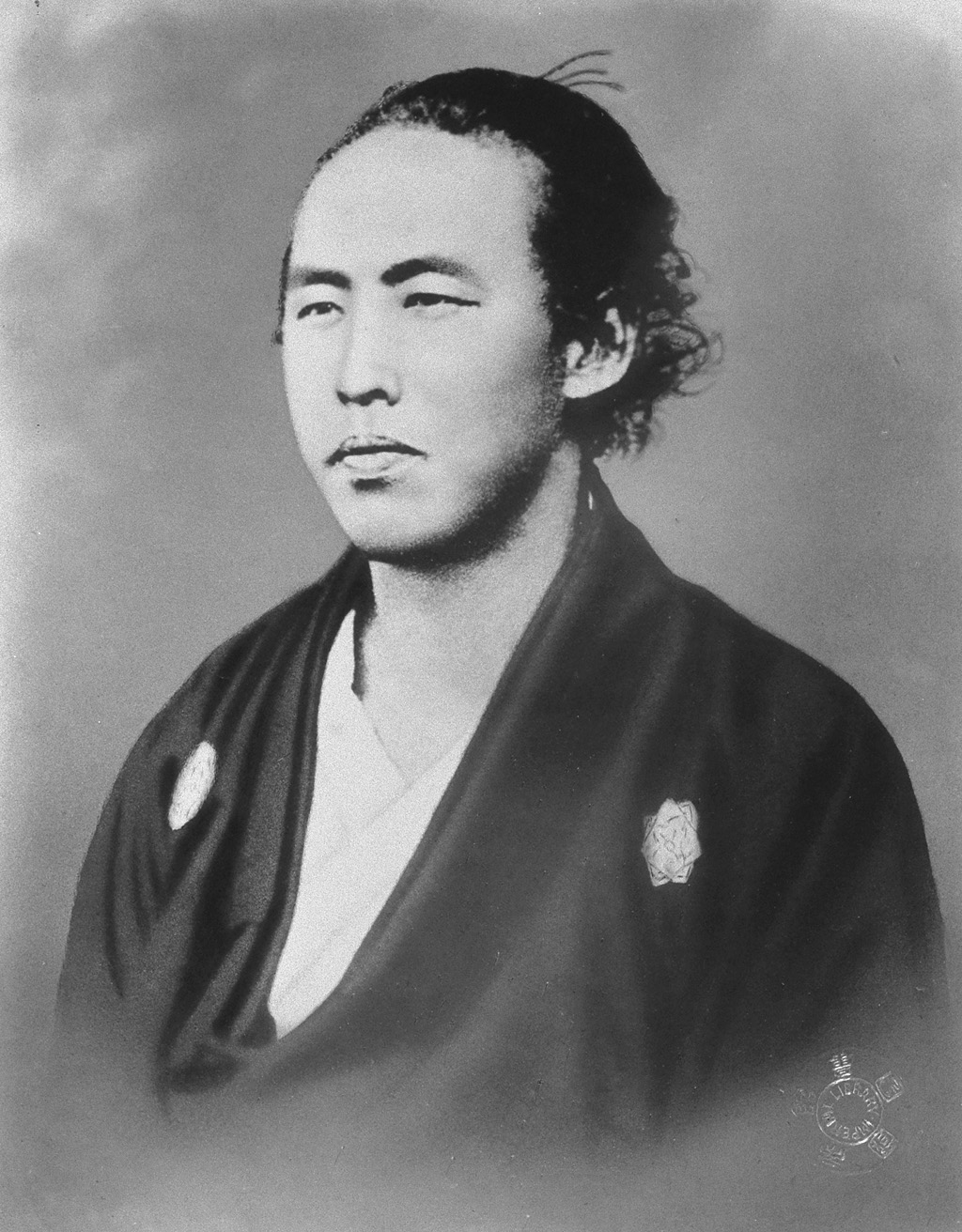
坂本龍馬

6月13日後藤は入京すると容堂の意を体して、17日京都藩邸にて今後の方策に関する「大条理」（すなわち大政奉還論）を在京藩首脳である寺村道成（左膳）、真辺正心（栄三郎）、福岡孝弟（藤次）の3人に説き、賛同を得る。同日、後藤は伊達宗城にも内意を伝えたが、宗城は大政奉還論は時期尚早として難色を示し、後藤の意を小松・西郷に伝えた。その前日、上述のごとく長州藩の品川・山県に武力倒幕の決意を伝えていた薩摩藩では、この後藤の動きに関心を抱き、いっぽう土佐側でも薩摩藩の倒幕への動きは中井弘を通じて後藤・寺村に情報がもたらされており、薩摩側との交渉を急いでいた。この両者の思惑の一致により、薩摩・土佐両藩での話し合いの場が持たれることになる。
6月22日、三本木の料亭で薩摩藩から小松帯刀・西郷隆盛・大久保利通、土佐藩から後藤象二郎・寺村左膳・真辺栄三郎・福岡孝弟の両藩首脳が会合し、それに「浪人の巨魁」として坂本龍馬・中岡慎太郎が陪席した。この席において後藤の大条理=大政奉還論を薩摩側の出席者が了解し、その方針に沿って盟約を結ぶことが決定した。すなわち議会政治の採用による新政の開始への手段として大政奉還による王政復古を採択し、武力倒幕を原則回避する方針となったのである。一般的にはこの日をもって薩土盟約の成立とする。
翌23日、後藤・寺村・真辺・福岡のほか、佐々木高行・由比猪内が加わって前日の協議内容を確認。翌日には後藤・寺村・真辺の3人が帰国して容堂および藩主豊範と相談すること、福岡が京都にとどまることが決まった。26日寺村は盟約内容のメモを西郷へ提出。28日には在京中の芸州藩重臣辻将曹と寺村・佐々木が会談し、建白について辻の同意を得ていた。島津久光も鹿児島の藩主茂久に宛てた手紙でこの約定書と大条理旨主を同封し、この策が成功すれば皇国挽回の基本となると記しており、土佐との盟約を承認していた。7月1日には正式に薩摩側から寺村の約定書について「趣旨甚だ御同意の旨」の回答があり、翌2日薩摩藩の招待で宴席が設けられて結束を確認した（ただし西郷は病欠）。
7月3日後藤・寺村・真辺の3人は高知へ帰国するため京都を出発。帰京は10日後の予定であったが、後述のごとく、実際には2月後となる。

### 盟約の内容

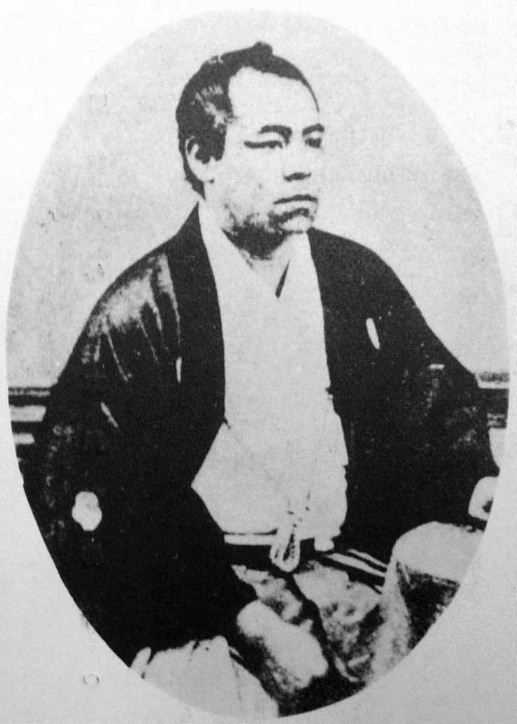
後藤象二郎

史料としての薩土盟約書は、会談の参加者であった大久保利通自筆の原本が鹿児島県歴史資料センター黎明館玉里島津家史料に残されているほか、上記寺村が西郷へ確認のために提出した書取の写しが、西郷から長州藩の山県・品川を通じて木戸孝允の手に渡り、木戸が清書したものを杉孫七郎が影写した文書が残っており、盟約の詳細を知ることができる。玉里島津家史料の薩土盟約書には、後藤の主張する大条理の主旨を簡潔に4箇条に要約した大綱と、それを敷衍して具体的な盟約内容に踏み込んだ約定書の2通の文書が存在する。約定書ではまず前文で、国体制度（王政復古）の回復、および大条理すなわち王政復古・大政奉還の上、諸侯会議を興すことが急務であると主張し、それを受けてより詳細に具体的な盟約内容に触れた7箇条を記した約定書から成っている。
明治27年（1894年）の勝田孫弥『西郷隆盛伝』以来、この大綱（大条理主旨）と約定書の2つの文書のセットが「薩土盟約書」と呼ばれ、通説とされてきたが、青山忠正は両文書に同様の文言の繰り返しが多いことなどから、本来この2文書は2点1組の文書なのではなく、大綱の方は6月22日の両藩会談の際に土佐側が用意していた議題（アジェンダ）文書であり、約定書の方はその会談の結果を踏まえて26日に寺村から西郷に送られた盟約正本であると主張、佐々木克も同様の意見を述べている。長州側の史料である上記木戸書写の文書では、前者の大綱部分が無く、後者の約定書にあたる部分のみであり、2点1組であったならば木戸が後者のみを書写するのは不自然であることも、この推測を裏付けるものとなっている。
約定書の内容は以下の7箇条から成る。
1. 大政の全権は朝廷にあり、皇国の制度や法の一切は京都の議事堂から出るべきである。
2. 議事院は諸藩の費用供出で成り立つ。
3. 上院と下院を分け、議員は公卿から諸侯・陪臣・庶民に至るまで正義の者を選挙し、諸侯も職掌によって上院に充てる。
4. 将軍職は執政の最高官ではないので、徳川慶喜は職を辞して諸侯の列に戻り、政権を朝廷に帰するべきである。
5. 諸外国との条約は兵庫港（神戸）で新たに外務大臣が交渉し、新条約を制定して通商を行う。
6. 律令以来弊害のある朝廷の制度を刷新し、地球上に恥じない国体を建てる。
7. 皇国復興の議事に当たる者は公平無私を貫き、人心一和して議論を行うべきである。

重要なのは前半の第1～4条であり、王政復古の大条理の為に幕府に建言して速やかに大政を朝廷に奉還させ、幕府（将軍職）ではなく朝廷が執政を行い、国家の意思は議事堂で決定されるという、新たな国家体制を提示した約定となっている。中でも四侯会議で煮え湯を飲まされた薩摩にとっては、第4条にある慶喜の将軍職辞任は必須の条件であった。また注目すべきは第6条で朝廷の変革をも要請しており、摂政・関白などの古来からの制度の廃止を想定したもので、後の王政復古の大号令における「摂関幕府等」の廃止につながるものであった。

### 薩摩側の思惑

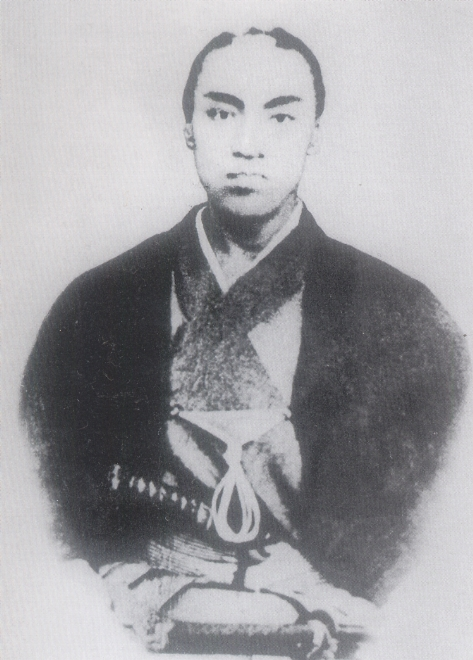
小松帯刀

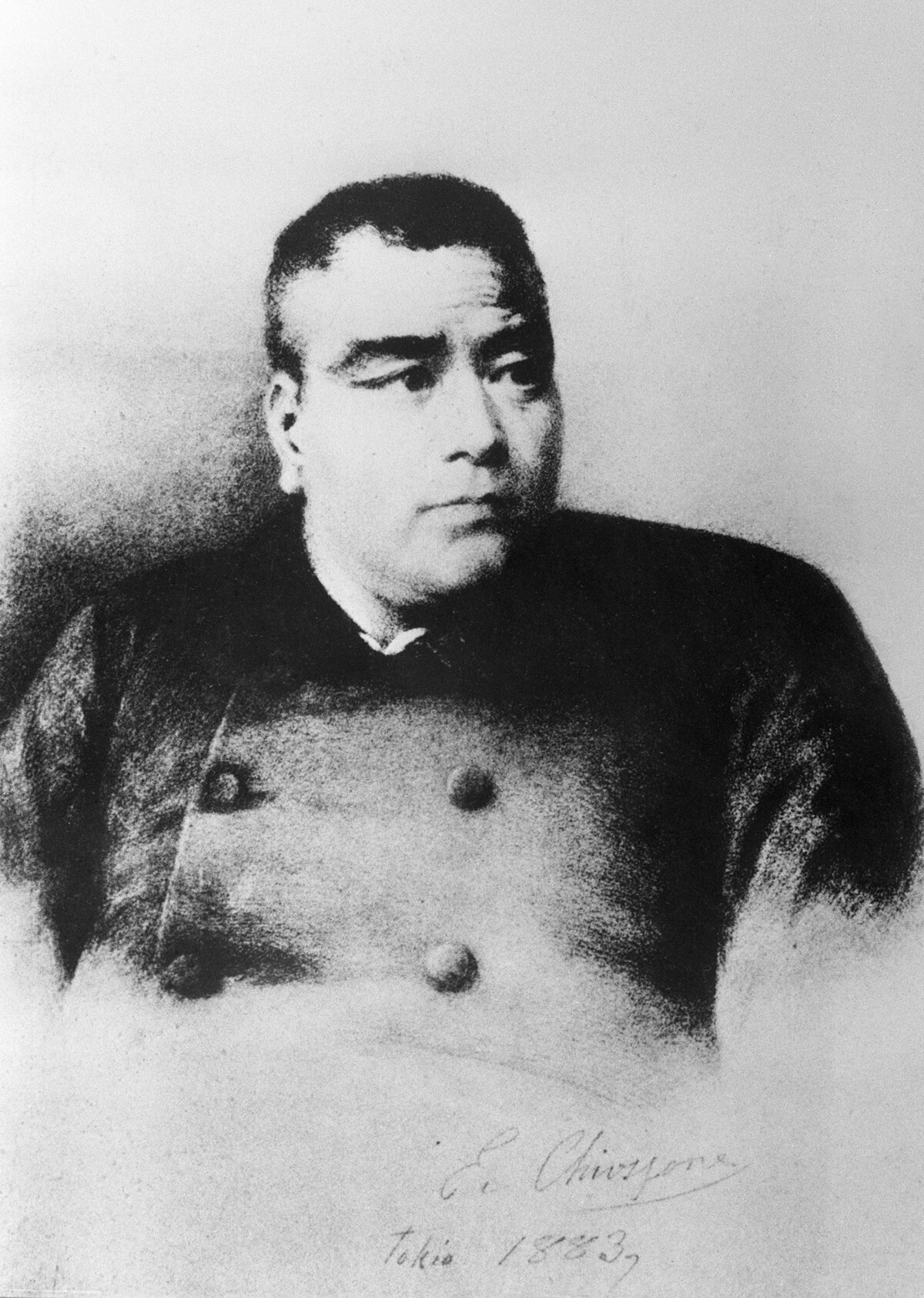
西郷隆盛

武力倒幕路線を決意していた西郷・小松・大久保ら薩摩藩在京幹部がこの時期に、即時挙兵とは反対の平和路線をとる薩土盟約を結んだ理由については、様々な説が出されている。これらの諸説について家近良樹が『幕末政治と倒幕運動』の中で整理しており、
A.戦略的理由による原因
1. 大政奉還建白を徳川慶喜が拒否することを見越して、そこに倒幕の大義名分を求めるため。
2. 土佐の提案に賛成することで再び山内容堂を政局に引きずり出すため。
3. 政局が武力倒幕論と平和倒幕論（大政奉還）のどちらに転んでもいいように二股をかけるため。
4. 薩摩藩内の武力倒幕反対派への妥協のため。

B.武力倒幕派の立場上の制約
1. 実現困難な武力倒幕論は、現実味のある公議政体論と異なる権力構想を打ち出せなかったため。
2. 王政復古後の政権構想を持っていなかった薩摩が、来るべき政権の構想を提示した土佐提案に活路を見出したため。
3. この時点（慶応3年6月）ではまだ薩長の武力倒幕路線が正式な方針として確定しておらず、藩内に異論が多かったため。

と分類している。この中で家近はA-1説を最有力と見なし、その推論は概ね支持されている。後述する西郷が長州藩士御堀耕助・柏村数馬に対して行った状況説明の際に「素より其策持出候も、幕府ニ採用無之ハ必然ニ付、右を塩ニ幕ト手切之策ニ有之（大政奉還建白は必ず幕府の拒否にあうだろうから、それを大義名分として幕府と対決する策である）」と明言していることからも裏付けられる。すなわち薩摩側ははじめから大政奉還建白が拒否されることを見越して、大義名分を得るための手段ととらえており、むしろ幕府へ与える軍事的プレッシャーの一助として土佐藩の兵力に期待して連携したのである。
この意味で、大政奉還論を大前提としていた土佐藩側とは初めから同床異夢だったともいえるが、実際は後藤も建白があっさり受け入れられるとは考えておらず、建白が武力倒幕の大義名分を得るための方途となることを認識していた。また長州の木戸孝允も坂本龍馬に宛てた複数の書簡の中で、後藤・西郷・乾の役割を「西吉座元」「乾頭取」などと芝居にたとえており、土佐側当事者の一人である佐々木高行も日記の中で同様に、後藤の「建白芝居」に続いて乾・西郷の「兵力芝居」「砲撃芝居」が行われることで芝居が完結するとの表現を用いるなど、大政奉還建白が相当程度において茶番劇であることを関係者たちは自覚していたと思われる。

### 公議会論の系譜
約定書第3条には、大名（藩主）で構成される上院と、藩士・庶民から構成される下院を想定した封建二院制論が呈示されている。これは議会制の先駆論であるとともに、封建制を温存する手段でもあり、また大政奉還論とともに幕末の早い段階から大久保一翁・横井小楠・勝海舟らが唱えていた公議会論を初めて政治的日程に乗せた条文でもある。元治元年（1864年）9月に勝海舟と会談した西郷らは、その公議会論に大きく感銘を受け、全面的な賛意を表していた。「共和政治」「列藩会議」とも称されるこれらの公議会論はしかし、具体的な制度論としては幕末の政局の中でほとんど進展はなく、むしろ参預会議や四侯会議など限定的な諸侯会議が失敗に終わったこともあって、抽象論の段階にとどまっていた。慶応2年には越前藩の中根雪江が小松帯刀に対し、大小議会の2段階から成る（大議会は中央政治、小議会は地方政治を担当）大久保一翁起源の議会構想を述べ、小松の賛同を得ている。このような公議会論は、徳川将軍もまた諸侯の一人として（ただし議長などの特別な地位を持つ）参加することを想定したもので、大政奉還論と表裏一体の関係にあった。勝から教えを受けた坂本や、坂本の影響を受けた後藤もまた公議会論実現を目標としていた。
薩土盟約第3条はこうした流れにあった公議会論を坂本・後藤の主導により、具体的政治日程に乗せたという意味で、議会論史上画期的なものであったが、立法機関ないし諮問機関である議会の具体的構成は謳っていたものの、行政機関の想定を欠いているのが弱点であった。大久保一翁以来の公議会論では行政機関を従来の将軍を頂点とする幕府組織の延長で想定しており、後藤らもその線から外れるものではなかったが、薩摩藩は将軍および摂関の廃止を藩是としており、盟約書でも具体的行政権の像をあえて記さないことで、表面に出ない薩土両藩の溝渠を糊塗していたといえる。のちに薩土盟約が崩壊し、武力倒幕がなされた結果、薩長を主体とした新政府がいわば革命政権としての正統性を獲得して有司専制（官僚独裁）に至ったことで公議会論は大きく後退する。後藤および土佐藩の公議会論は明治7年（1874年）の民撰議院設立建白書に持ち越され、薩長土の妥協である翌年の大阪会議を経て立憲政体の詔書でようやく次の段階を迎えることとなるが、この大阪会議体制もそれぞれの思惑の違いから短期間で崩壊し、薩土盟約の二の舞となる（詳細は大阪会議を参照）。

## 結盟後の両藩の動き
後藤らは、薩摩藩の同意を確認した上で7月3日京都を発ち、帰国の途についた。予定では速やかに国元の容堂・豊範の承認を経た後、10日ほどのうちに二大隊の兵を率いて帰京するはずであった。

### 土佐藩:後藤の遅滞と容堂の反対

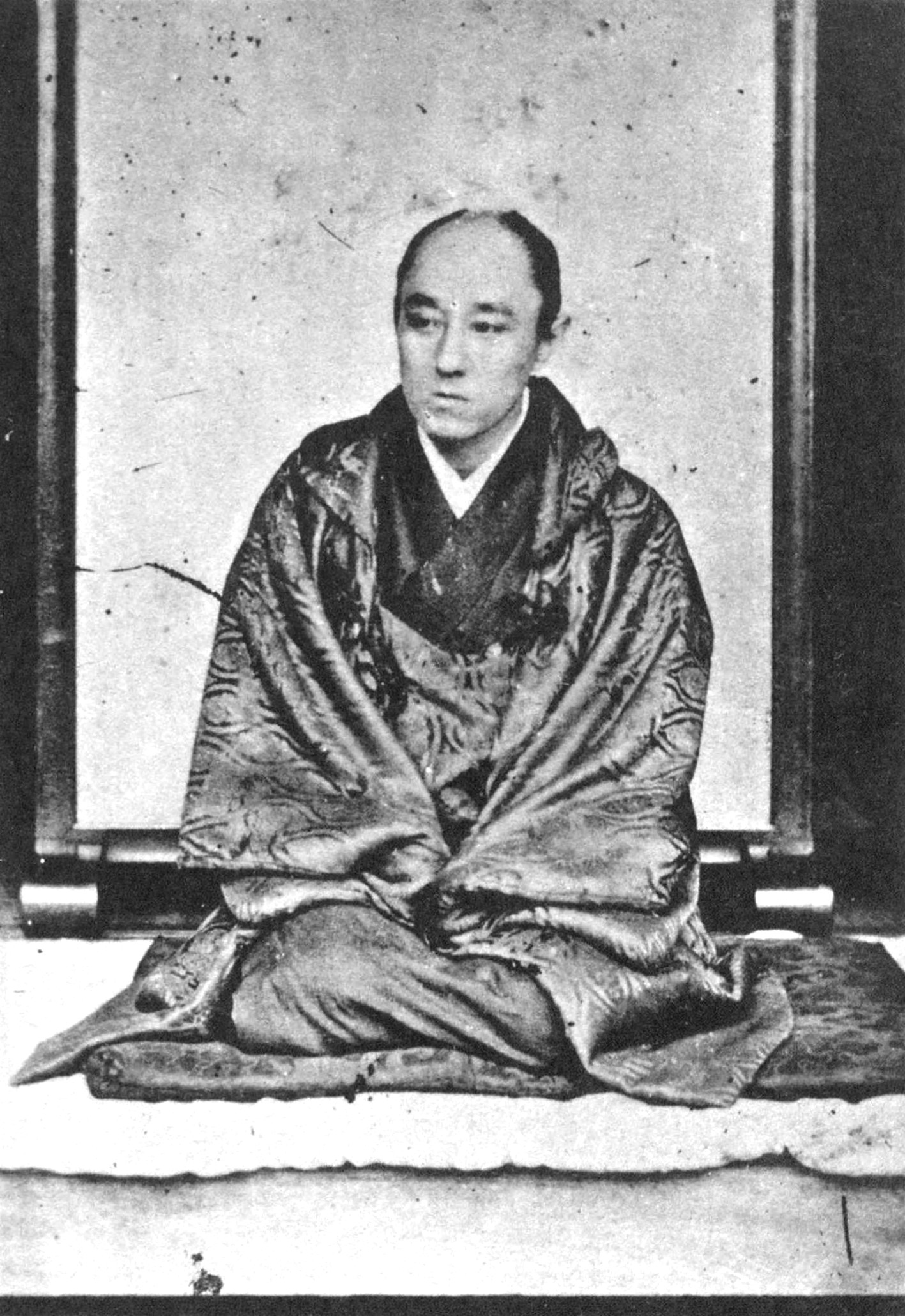
山内容堂

盟約締結後、すぐさま土佐藩の兵力を率いて帰京する予定の後藤であったが、実際には主に2つの大きな理由によって大幅に遅れ、盟約破綻の原因となった。その理由とは、山内容堂の出兵無用論とイカルス号事件の処理による遅滞である。
7月8日に高知に到着した後藤・真辺・寺村らは、翌9日容堂に面会して薩摩藩との盟約について説明した。容堂は盟約の主旨である王政復古・大政奉還の方針に関しては大いに賛成した。しかし、そのための手段として兵力を用いることに関しては、脅迫以外の何者でもなく、不本意であるとして、同意しなかった。この容堂の出兵無用論が、後に薩土盟約破綻の最大の原因となる。
またイカルス号事件とは、7月6日長崎でイギリス船籍のイカルス号乗員の水兵が殺害された事件で、下手人が土佐出身の海援隊士であるとの容疑がかかっていた。英国公使パークスは知らせを聞くと激怒し、自ら高知へ赴いて土佐藩が犯人を隠匿しないように圧力をかけようとしたほどである。幕府は対応に困り、土佐藩在京幹部に急ぎ帰国してパークスの応接をするよう命じたため、8月1日佐々木と由比が薩摩藩船三邦丸を借用して帰国することとなり、坂本も随行した。8月6日に土佐に到着したパークスに対して、後藤が交渉を命じられ、下手人が土佐人である証拠はないと主張して譲らず、パークスを激怒させたが、8月8日には交渉が妥結。パークスは高知を去った。
こうして事件が一段落した後の8月20日、藩主山内豊範は家臣を城に召し、最近倒幕論を唱える者がいるようだがもってのほかであり、自らの下知（指令）を待つべきであると宣言。同日夕刻容堂・豊範は重臣を召集して、大政奉還の建白について後藤と寺村が上京して従事すること、土佐藩兵の上京は見合わせることを正式に通達した（ただし容堂は出兵はしばらく見合わせるものの、将来的に（建白が拒否された場合に）出兵する可能性は否定しなかった）。この藩の正式決定を受け、後藤・寺村・真辺の3人は8月25日に高知を出発した（さらに天候不良のため出港は9月1日となる）。

### 薩摩藩:長州への配慮
いっぽう薩摩側の動きであるが、まず7月7日付で西郷が山県・品川宛で薩土盟約を結んだために西郷が挙兵のために長州へ降る予定が無くなったことを詫びる書簡を村田新八に託し、山口に派遣した（7月15日に到着）。長州側では予定されていた西郷来訪が無かった上に、薩土盟約を結び平和的路線をとると知らされたことで薩摩の真意を測りかね、直目付柏村数馬および参政御堀耕助を京都に派遣して情勢を探らせることとなった。柏村・御堀両名は7月27日に山口を出発、8月14日に小松帯刀邸で小松・西郷・大久保と会談する。
西郷はそこで京都で兵力を動かす時は電撃的に御所を包囲し、八月十八日の政変同様に反対派公卿を追放し、同時に会津藩邸と幕府兵屯所を襲撃、大坂・江戸でも同時に挙兵するという極秘計画を打ち明けるとともに、先述のごとく土佐との盟約による大政奉還建白は武力倒幕への大義名分を得るためのものであること、薩摩藩単独で倒幕に向かうことは決してないことを柏村に伝えた。
柏村はこの返答を得た後、18日にも大坂で小松・大久保と会談し、藩主茂久の出兵上京決定を確認すると、24日に帰国し長州藩へ報告した。すなわち薩土盟約締結後、後藤が土佐に滞在していた間にも、薩摩側は長州とともに武力倒幕する路線を進めていたことになる。

## 盟約の解消
土佐藩の決定を持った後藤らがようやく9月2日に大坂に到着すると、たまたま同地に滞在していた西郷に翌日の訪問を約束する。9月3日の会談で西郷は容堂が出兵の決断を下したかどうかを尋ねたが、寺村らは容堂の出兵無用論を伝えたため、西郷はその場では返答せず、改めて京都で両藩協議を行うこととした。
9月7日後藤が西郷・小松をそれぞれ訪問したが、その際薩摩側から「先日の合意に反し、挙兵を急ぐことになった」と返答され、後藤が懸命に説得するも西郷ら翻意することはなかった。土佐側は事態の急変に驚愕する。9日には後藤・福岡が小松・西郷・大久保と再び会談し、正式に薩土両藩の盟約は解消された。

### 解消の理由

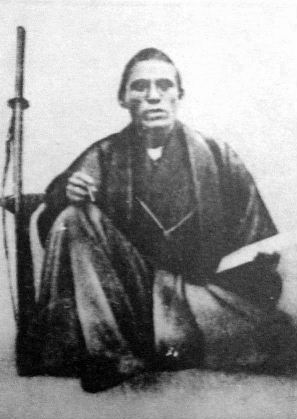
大久保利通

薩摩が土佐との盟約解消に踏み切った理由としては、一般的には後藤の大幅な遅滞と、約束していた兵力を引率してこなかったことに求められることが多い。しかし西郷はイカルス号事件で後藤が遅滞することはすでに予想済みであった。また容堂の反対により兵を引率できなかったのは確かであるが、先述のごとく容堂は将来的な出兵の可能性を否定しておらず、薩土盟約の基本方針（大政奉還建白→幕府の拒否→武力発動）そのものは変わっていないため、これも決定的理由とは言い難く、盟約解消の理由はむしろ薩摩藩側の事情にあったと考えるのが自然である。
井上勲はこれについて、当時武力倒幕を行うための好機が到来したことと、大政奉還が実現しそうな気配が高まり、それによって倒幕挙兵が不可能となってしまうことをおそれたためだとした。
家近良樹は井上説を批判的に検討し、盟約解消の理由を長州藩や中岡慎太郎ら討幕派による突き上げや、挙兵をめぐる薩摩藩内の意見対立の先鋭化により建白後の幕府の回答を待つ時間的余裕がなくなったためであると主張する。
また佐々木克は、土佐藩が用意した大政奉還建白書の草案（後に実際に土佐藩から徳川慶喜へ建白されたもの）には、薩土盟約約定書の第4条にあたる慶喜の将軍職辞任（ないし将軍職の廃止）が欠落している（容堂の意図を汲んで削除したものと思われる）ことを重視し、将軍職は朝廷の摂関職とともに廃止すべき対象と考えていた薩摩藩のどうしても譲れない一線であり、また9月3日には島津珍彦（久光三男。重富島津家当主）が兵を率いて上京を開始している状況で、今更盟約の最重視部分を削除されては受け入れられなかったためであったとする。
高橋秀直は家近説を敷衍しつつ、討幕派公卿（中御門経之・正親町三条実愛）と大久保との情報のやりとりから、幕府が天皇を彦根に移し、外国を利用して反幕派を牽制しようとする計画（真偽は不明）の情報を入手した8月後半に西郷・小松・大久保らが最終的に倒幕路線を確定し、そのための戦力として土佐藩兵を期待していたのに対して、後藤が兵を引率せずに帰京したことで失望したとの見解をとった。
このように薩摩側の解消理由は諸説あり、いまだ確定しているとは言い難い。

## その後の政局

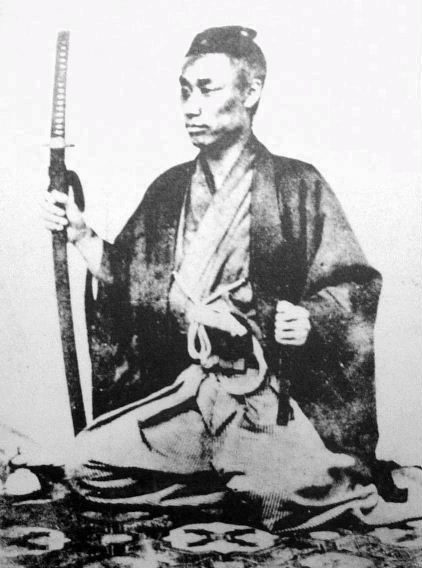
福岡孝弟

薩土両藩が最終的に盟約を解消した9月9日の前日（9月8日）に、薩摩藩は長州藩・芸州藩との間で三藩連合による共同出兵計画を策定しており、土佐にはそれが知らされていなかった。大久保はこの出兵案を携行して山口へ赴き、9月18日に毛利敬親・広封父子に拝謁。翌日昼には長州藩と、同日夜には芸州藩とそれぞれ派兵協定を結ぶ。9月25日頃には薩摩藩兵を乗せた軍船が三田尻に寄港し、長州藩兵と合同して大坂湾へと出港する手筈であり、倒幕派の計画では、9月中にこれらの上京兵力を背景に「政変」を起こし（この時点ではまだ倒幕ではない）、王政復古を実現して最終的な倒幕に持ち込む予定であった。
一方、土佐藩は薩摩との盟約解消後も予定していた大政奉還の建白書をめざし、薩摩藩の協力を求め続けていた。9月23日には福岡孝弟が西郷に対し、翌日に建白書を老中へ提出予定であることを通告する。西郷は上記の武力「政変」の実現を念頭に、土佐藩へ提出をしばらく待つように要請するが、計画を知らない土佐側は当惑する。同日大久保が帰京し、27日に後藤は大久保に建白書提出について相談。このように土佐側は建白提出による孤立化を回避するためあくまで薩摩藩の協力を求めようとしていた。ついに10月2日小松が土佐藩へ建白書を提出しても差し支えないと伝え、これを受けて土佐藩は翌10月3日、山内容堂署名の本文と寺村左膳・後藤象二郎・福岡孝弟・神山左多衛4人の連名による別紙から成る建白書を老中板倉勝静に提出した。

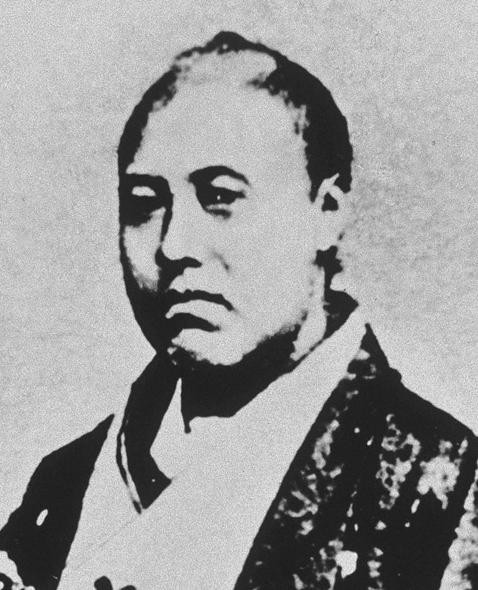
広沢真臣

しかし帰国中の島津久光が国元の反対論に影響され、9月28日に藩主忠義と連名で討幕を明確に否定する通達を出し、その影響で三田尻に9月25日頃到着予定の薩摩藩兵も来ず、不審を感じた長州藩は10月3日に出兵延期を決定、薩芸両藩へ通達する（薩摩藩兵の三田尻到着は結局10月6日となる）。これ以前に急ぎ上京していた広沢真臣（長州藩士）と植田乙次郎（芸州藩士）が、大久保らと10月8日に会談して、時期は遅れても以前の決定どおり三藩連携して政変を起こす計画を確認し、倒幕派公卿中御門経之邸にいた中山忠能（明治天皇の外祖父）に言上する。また小松・西郷・大久保3人の連名で討幕の宣旨を降されたいとの願書も提出された。しかし翌日に上記の長州藩出兵延期が伝えられ、三藩協議の結果を報告しようと帰国中の広沢が急遽呼び戻されるなど、慌ただしい局面となる。10月14日、正親町三条実愛邸で、大久保と広沢がそれぞれ薩摩藩・長州藩に対する「討幕の密勅」が手渡されるが、同日徳川慶喜は山内容堂の建白に従って大政奉還の上表を朝廷に提出。倒幕派の政変の目論見はいったん白紙に戻され、実際の政変（王政復古の大号令）は12月まで延引されることになる（詳細は小御所会議を参照）。